# E3 Harelbeke 1972
De E3 Harelbeke 1972 is de vijftiende editie van de Belgische wielerklassieker E3 Harelbeke en werd verreden op 25 maart 1972. Hubert Hutsebaut kwam na 226 kilometer als winnaar over de streep. De gemiddelde uursnelheid van de winnaar was 40,00 km/u.

## Uitslag
| Rang | Naam                | Tijd   |
| ---- | ------------------- | ------ |
| 1    | Hubert Hutsebaut    | 5u39'  |
| 2    | Eddy Merckx         | z.t.   |
| 3    | Walter Godefroot    | z.t.   |
| 4    | Noël Vantyghem      | +1'14" |
| 5    | Frans Verbeeck      | z.t.   |
| 6    | Ronny Van de Vijver | z.t.   |
| 7    | André Dierickx      | z.t.   |
| 8    | Roger Rosiers       | z.t.   |
| 9    | Ronald De Witte     | z.t.   |
| 10   | Johan De Muynck     | z.t.   |